# Francesca Ciocchetti
Francesca Ciocchetti (Roma, 20 maggio 1974) è un'attrice italiana.

## Biografia
Formatasi artisticamente e professionalmente all'Accademia nazionale d'Arte drammatica Silvio D'Amico di Roma nel 2001 e poi presso il Centro Teatrale di Santa Cristina diretto da Luca Ronconi, intraprende la carriera di attrice teatrale iniziando una proficua collaborazione artistica con il regista teatrale Luca Ronconi e recitando con importanti registi quali Gabriele Lavia, Federico Tiezzi, Giorgio Barberio Corsetti, Claudio Longhi, Massimo Popolizio, Luca Zingaretti, Gigi Proietti, Mauro Avogadro, Marisa Fabbri, Carmelo Rifici, Serena Sinigaglia, Daniele Salvo, Dominique Pitoiset, Muriel Mayette-Holtze.
Ha vinto numerosi premi tra cui il Premio Nazionale Lina Volonghi nel 2000, Premio Virginia Reiter stagione 2007/2008, Premio Nazionale della Critica 2008/2009, Premio Eleonora Duse come attrice rivelazione stagione 2008/2009, Premio Ubu come migliore attrice non protagonista stagione 2008/2009.

## Teatro
- La Bisbetica Domata di W.Shakespeare - Compagnia Giovani Teatro Ghione (2000)
- Lisistrata di Aristofane regia di Mauro Avogadro (2001)
- Scontro di negro contro cani e Taba-taba di B.M.Koltes - regia Mamadou Dioume (2002)
- La maschera e il volto di L. Chiarelli - regia di Attilio Corsini (2003)
- L’uomo che incontrò se stesso di L. Antonelli - regia di Attilio Corsini (2003)
- Sogno di una notte di mezza estate di W.Shakespeare - regia di Mamadou Dioume (2003)
- Romeo e Giulietta di W.Shakespeare - regia di Jean Christophe Sais (2003)
- Pene d’amor perdute di W.Shakespeare - regia di Dominique Pitoiset (2003/2004)
- La peste di A.Camus - regia di Claudio Longhi (2004)
- Progetto Reggia di Venaria - regia di Peter Greenaway (2004)
- Marat-Sade di P. Weiss - regia Walter Le Moli (2004-2005)
- I beati anni del castigo di F.Jaeggy progetto Santa Cristina - regia Luca Ronconi (2004)
- Troilo e Cressida di W.Shakespeare - regia di Luca Ronconi (2005-2006)
- Lo specchio del diavolo di G.Ruffolo - regia di Luca Ronconi (2005/2006)
- La mente da sola - regia di Luca Ronconi produzione Santa Cristina (2006)
- Il ventaglio di Carlo Goldoni - regia di Luca Ronconi (2007/2008)
- Odissea doppio ritorno di B.Strauss - regia di Luca Ronconi (2007)
- Lezioni su Ibsen - regia di Luca Ronconi (2008)
- Sogno di una notte di mezza estate di W.Shakespeare - regia di Luca Ronconi (2009)
- Giusto la fine del mondo di J.L.Lagarce - regia di Luca Ronconi (2009)
- La Cimice  di Majakovskii - regia di Serena Sinigaglia (2008)
- I pretendenti di J.L. Lagarce - regia di Carmelo Rifici (2009)
- Otello di W.Shakespeare - regia di Daniele Salvo (2009)
- Un altro gabbiano di A.Čechov - regia Luca Ronconi (2009)
- La modestia di R. Spregelburd - regia di Luca Ronconi (2010/2012)
- “Nathan il saggio di G.E.Lessing – regia di Carmelo Rifici (2011)
- Santa Giovanna dei macelli di B.Brecht - regia di Luca Ronconi (2011-2012)
- Il Panico di R.Spregelburd - regia di Luca Ronconi (2012/2013)
- L'inappetenza di R.Spregelburd - regia di Giorgio Sangati Progetto Santa Cristina (2013)
- Trilogia della villeggiatura di C.Gordoni - regia di Alessio Bergamo - Teatro "Scuola d'Arte Drammatica" di Mosca (2013)
- Romeo e Giulietta di W.Shakespeare - regia di Gigi Proietti (2014/2016)
- Le Coefore di Eschilo - regia di Daniele Salvo
- Ifigenia in Aulide di Euripide - regia di Federico Tiezzi - Inda Siracusa (2015)
- Lehman Trilogy di S.Massini - regia di Luca Ronconi (2015)
- Vita di Galileo di B.Brecht - regia di Gabriele Lavia (2015 /2016)
- Questa sera si recita a soggetto di L.Pirandello - regia di Federico Tiezzi (2016)
- Le rane di Aristofane - regia di G.B. Corsetti - Inda Siracusa (2016/2017)
- Re Lear di W.Shakespeare - regia di G.B. Corsetti (2016/2017)
- Omaggio a Roma - regia Fabrizio Arcuri - produzione Teatro di Roma (2018)
- Ci vediamo all'alba di Z.Harris - regia di Silvio Peroni (2018/2019)
- Le Troiane di Euripide - regia di Muriel Maiette-Holtz - Inda Siracusa (2019)
- Morte di un commesso viaggiatore di A.Miller regia Francesco Scianna (2019)
- Un nemico del popolo di H.Ibsen - regia di Massimo Popolizio (2019/2020)
- I conigli non hanno le ali - testo e regia di Paolo Civati - produzione Teatro del Carretto (2020/2021)
- The Children - di Lucy Kirkwood - regia di Andrea Chiodi - produzione Centro Teatrale Bresciano (2020/2021)
- Il Purgatorio - La notte lava la mente di Mario Luzi - Regia Federico Tiezzi - produzione Compagnia Lombardi - Tiezzi (2020/2021)
- La festa delle donne di Aristofane regia Elisabetta Pozzi - Produzione Scena Nuda (2020/2021)
- Elegia per la principessa barbara. A proposito di Medea da Euripide, Seneca, Corrado Alvaro, Franz Grillpartzer  regia Elena Bucci e Marco Sgrosso - Produzione Scena Nuda (2022/2023)
- Medea, di Euripide, regia di Federico Tiezzi, Siracusa (2023)
- L' Apocalisse di Giovanni - regia Riccardo Massai - Produzione Galleria degli Uffizi Elsinor e Archetipo (2023)
- Studio su Guerra ed Estate scritto da Luca Ronconi a cura di Giorgio Sangati - produzione Centro Teatrale Santa Cristina - Teatro di Roma e ASAC (2023)
- Le Supplici - regia Serena Sinigaglia - produzione ATIR Nidodiragno/CMC e Fondazione Teatro Due di Parma (2023/2024)

## Cinema e Televisione
- Variazioni fantastiche su eventi realmente accaduti a Torino nel 1911 - Scritto e diretto da Giulio Maria Cavallini - Epica Film
- Il nostro ultimo - regia di Ludovico Di Martino
- Non uccidere - regia di Manuela Rossi
- Che Dio ci aiuti - regia di Francesco Vicario produzione Lux Vide Rai Fiction
- La Storia di Elsa Morante - regia Francesca Archibugi produzione Rai Fiction
- La Lunga Notte - regia Giacomo Campiotti produzione Rai Fiction Eliseo Entertainment

## Premi e Riconoscimenti
- Primo Premio Nazionale Lina Volonghi stagione 2000
- Premio Virginia Reiter stagione 2007/2008
- Premio Nazionale della Critica 2008/2009
- Premio Eleonora Duse come attrice rivelazione stagione 2008/2009
- Premio Ubu come migliore attrice non protagonista stagione 2008/2009